# Vzporedna obdelava
Vzporedna obdelava (parallel processing) je računalniška tehnologija, ki omogoča sočasno izvajanje več izračunov. Čeprav je v osemdesetih letih ta tehnologija omogočala vzporedno delovanje le manjšega števila procesorskih enot, lahko teoretično hkrati uporabljamo tisoče ali milijone procesorjev. Vzporedna obdelava, ki izračun razbije na manjše dele in namesto enega samega drugega za drugim izvede tisoče teh manjših izračunov hkrati, obeta ogromen napredek pri delovnih hitrostih izvajanja določenih ponavljajočih se opravil.